# Course de montagne du Feuerkogel
La course de montagne du Feuerkogel (en allemand : Feuerkogel Berglauf) est une course de montagne reliant la ville d'Ebensee au sommet du Feuerkogel en Autriche. Elle s'est tenue de 1996 à 2013.

## Histoire
La course est créée en 1996 par Günther Lemmerer comme répétition générale pour le Trophée européen de course en montagne 1997. La première édition a lieu le 4 août 1996 et est remportée par Markus Kröll et Elisabeth Rust,.
Le Trophée européen a lieu le 6 juillet 1997. La course masculine doit se dérouler sur le parcours complet mais de fortes intempéries contraignent les organisateurs à abaisser l'arrivée pour des raisons de sécurité. Le parcours féminin est également raccourci. L'Autrichien Helmut Schmuck et la Suissesse Eroica Spiess, tous deux déjà titrés en 1995 remportent chacun leur second titre.
Les éditions suivantes sont souvent marquées par les conditions météorologiques exécrables avec du brouillard sur le plateau du Feuerkogel. La course acquiert la réputation d'attirer le mauvais temps,,.
En 2002, le Tchèque Roman Skalsky est le premier à descendre sous l'heure.
En 2003, la rameuse d'aviron Karola Schustereder remporte la victoire féminine.
L'édition 2005 accueille les championnats d'Autriche de course en montagne. Florian Heinzle termine deuxième derrière Jonathan Wyatt et remporte le titre. Chez les femmes, Sandra Baumann décroche la victoire et le titre.
La course rejoint le calendrier du Grand Prix WMRA en 2008 et jusqu'en 2010. Cette dernière année, le président Günther Lemmerer meurt dans un accident de voiture la veille de la course qui se déroule tout de même en son hommage,.
À la suite du décès de Günther, aucun remplaçant n'est trouvé pour reprendre la présidence de la course. Harald Loidl officie comme président intérimaire et parvient à organiser la course pendant trois ans. Cette dernière nécessitant un investissement important, le comité en place décide de ne pas reconduire la course en 2014.

## Parcours
Le départ est donné devant les bains d'Ebensee. Le parcours suit la route du Langbathsee jusqu'à la station inférieure du téléphérique. Il remonte ensuite le long de la crête surplombant Ebensee, puis rejoint la station inférieure du télécabine de Gsoll. L'arrivée est donnée au sommet du Feuerkogel. Il mesure 11 km pour 1 250 m de dénivelé positif et 50 m de dénivelé négatif.
Lors du Trophée européen de course en montagne 1997, le parcours de la course populaire est raccourci à 9,5 km et 1 200 m de dénivelé en raison du mauvais temps.
En 2005, le parcours féminin est modifié à l'occasion des championnats d'Autriche de course en montagne. Il part directement depuis la station du téléphérique. Il mesure 9 km pour le même dénivelé que le parcours masculin.
À partir de 2010, la première partie plane du parcours dans la ville d'Ebensee est modifiée. Le parcours mesure 10 km pour un dénivelé identique. Les femmes courent à nouveau sur le même parcours que les hommes.

## Vainqueurs
| Année | Hommes            | Temps          | Femmes               | Temps           |
| ----- | ----------------- | -------------- | -------------------- | --------------- |
| 1996  | Markus Kröll      | 1 h 2 min 36 s | Elisabeth Rust       | 1 h 15 min 11 s |
| 1997  | Jaime Mendes      | 53 min 15 s    | Franziska Krösbacher | 1 h 3 min 49 s  |
| 1998  | Helmut Schmuck    | 1 h 1 min 11 s | Johanna Magauer      | 1 h 16 min 17 s |
| 1999  | Helmut Schmuck    | 1 h 0 min 32 s | Margit Egelseder     | 1 h 18 min 32 s |
| 2000  | Franz Engl        | 1 h 0 min 3 s  | Johanna Magauer      | 1 h 12 min 51 s |
| 2001  | Rudolf Reitberger | 1 h 1 min 57 s | Johanna Magauer      | 1 h 15 min 37 s |
| 2002  | Roman Skalsky     | 59 min 11 s    | Margit Egelseder     | 1 h 21 min 46 s |
| 2003  | Rudolf Reitberger | 1 h 1 min 11 s | Karola Schustereder  | 1 h 21 min 17 s |
| 2004  | Edward Kimosop    | 1 h 0 min 59 s | Andrea Springer      | 1 h 14 min 13 s |
| 2005  | Jonathan Wyatt    | 56 min 17 s    | Sandra Baumann       | 1 h 3 min 18 s  |
| 2006  | Jonathan Wyatt    | 55 min 19 s    | Andrea Springer      | 1 h 4 min 2 s   |
| 2007  | Jonathan Wyatt    | 56 min 35 s    | Anna Frost           | 1 h 2 min 46 s  |
| 2008  | Marco Gaiardo     | 57 min 32 s    | Andrea Mayr          | 58 min 21 s     |
| 2009  | Geoffrey Ndungu   | 55 min 30 s    | Andrea Mayr          | 1 h 0 min 58 s  |
| 2010  | Ahmet Arslan      | 53 min 17 s    | Andrea Mayr          | 1 h 4 min 14 s  |
| 2011  | Isaac Kosgei      | 53 min 9 s     | Silvia Olejárová     | 1 h 10 min 53 s |
| 2012  | Isaac Kosgei      | 54 min 10 s    | Iva Milesová         | 1 h 10 min 18 s |
| 2013  | Petro Mamu        | 51 min 45 s    | Lucy Wambui Murigi   | 1 h 4 min 50 s  |

 Record de l'épreuve (10 km)